# Chiesa di Santa Maria Annunziata (Romans d'Isonzo)
La chiesa di Santa Maria Annunziata è la parrocchiale di Romans d'Isonzo, in provincia ed arcidiocesi di Gorizia; fa parte del decanato di Gradisca d'Isonzo

## Storia
La primitiva chiesa di Romans venne edificata nel XIII secolo ed elevata a parrocchiale nel 1482. Nel Cinquecento la chiesa fu ricostruita per interessamento dell'allora parroco don Francesco da Codroipo. Nel 1660 un'antica torre adiacente alla chiesa venne trasformata in campanile.
L'attuale parrocchiale venne edificata tra il 1699 ed il 1716 e consacrata il 29 novembre di quello stesso anno. Nel 1719 fu realizzato l'altar maggiore, nel 1778 collocato l'orologio sulla torre campanaria e, nel XIX secolo, rifatto il pavimento. Tra il 1886 ed il 1887 venne ricostruita la cella campanaria. Negli anni sessanta del Novecento fu demolita la centa che un tempo attorniava la chiesa. Nel 1996 venne ristrutturato il campanile; nel 2006 toccò alla chiesa.